# WackoWiki
WackoWiki. El aspecto de este wiki se parametriza con cambios de piel. Además, incluye soporte para internacionalización. Está escrito en PHP y es distribuido con licencia BSD. Es un motor ligero y práctico ampliable, multilingüe Wiki-motor Pequeño editor WYSIWYG, fácil de instalación, muchas localizaciones, notificación por correo electrónico sobre los cambios y comentarios, varios niveles de caché, los temas (skins) soporte de diseño, el cumplimiento de HTML5, los derechos de página (ACL). 

## Características
Dentro de las principales características de este software, se destacan:
- Gestión de espacios de contenidos (namespaces) que permite un almacenamiento ordenado de los documentos.
- Soporte para imágenes y otros contenidos multimedia.
- Índices automatizados de contenidos.
- Control de versiones.
- Interfaz traducido a múltiples idiomas, incluyendo el castellano.
- Control de acceso a través de por páginas listas de control de acceso.
- Página integrada funcionalidad comentar.
- La página de la observación y notificación por correo electrónico sobre los cambios y comentarios.
- Temas de diseño (pieles) apoyo.
- Archivos por página o global.
- Racimos y direccionamiento relativo.
- Corrección en la marcha de los errores tipográficos puntuales y especificaciones.
- Control de bloqueos para solucionar problemas de concurrencia.
- Búsqueda de texto completo.

### Características técnicas
- Caché de páginas. WackoWiki almacenará temporalmente el resultado de convertir la página original a HTML para mejorar la eficiencia.
- Codificación de texto UTF-8.

### Requisitos de instalación
Estas son los requerimientos detallados por el autor:
- Servidor de páginas web con soporte de PHP: preferiblemente Apache aunque se admiten otras alternativas.
- PHP versión 7.2 o superior
- MySQL versión 5.6.4 o superior